# Adalberto López
Adalberto López (ur. 4 lipca 1923 w Coculi, zm. 15 grudnia 1996 w Los Angeles) – meksykański piłkarz grający na pozycji napastnika. Jeden z najsłynniejszych piłkarzy w historii meksykańskiego futbolu, pięciokrotny król strzelców ligi meksykańskiej.

## Początki
López urodził się w Coculi, jednak w młodym wieku przeniósł się do Guadalajary. W wieku 7 lat razem z rodziną wyjechał do stolicy państwa, miasta Meksyk, gdzie rozpoczął treningi w klubie piłkarskim Atlante. Z powodu swoich dużych uszu nosił pseudonim Dumbo.

## Kariera klubowa
Swoją profesjonalną karierę w Atlante rozpoczął w 1941 roku. Szybko przegrał jednak rywalizację o miejsce w składzie z Horacio Casarínem, który był wtedy nie tylko gwiazdą zespołu, ale też całej ligi. López odszedł zatem do Club León. W jego barwach wywalczył aż 3 tytuły króla strzelców meksykańskiej ligi oraz 2 tytuły mistrza Meksyku. Po 4 latach spędzonych w Leónie przeniósł się do Atlasu Guadalajara, a następnie do C.D. Oro, gdzie zdobył czwarty tytuł króla strzelców ligi. Wyczyn ten powtórzył dwa lata później w barwach Chivas Guadalajara. W wieku 31 lat zakończył piłkarską karierę, wyemigrował do Stanów Zjednoczonych i na stałe zamieszkał w Los Angeles. Tam, wyniszczony długą chorobą, zmarł 15 grudnia 1996. Miał wtedy 73 lata.

## Osiągnięcia

### Atlante
- Zwycięstwo
  - Copa México: 1942
  - Campeón de Campeones: 1942
- Drugie miejsce
  - Primera División de México: 1946
  - Copa México: 1944, 1946

### León
- Zwycięstwo
  - Primera División de México: 1948, 1949
  - Campeón de Campeones: 1948
  - Copa México: 1949

### Atlas
- Zwycięstwo
  - Primera División de México: 1951

### Indywidualne
- - Król strzelców Primera División de México: 1947, 1948, 1949, 1952, 1954